# Apostenus maroccanus
Espèce
Apostenus maroccanus est une espèce d'araignées aranéomorphes de la famille des Liocranidae.

## Distribution
Cette espèce est endémique du Maroc. Elle se rencontre dans la province d'Ifrane.

## Description
Le mâle holotype mesure 2,2 mm.

## Étymologie
Son nom d'espèce lui a été donné en référence au lieu de sa découverte, le Maroc.

## Publication originale
- Bosmans, 1999 : The genera Agroeca, Agraecina, Apostenus and Scotina in the Maghreb countries (Araneae: Liocranidae). Bulletin de l'Institut Royal des Sciences Naturelles de Belgique, vol. 69, p. 25-34.